# 方嵩
方嵩（1432年—？），字景高，江西建昌府南城縣人，明朝政治人物。進士出身。

## 生平
江西鄉試第一百三名。天順元年（1457年）丁丑科會試第二十名，殿試登進士第三甲第六十八名。

## 家族
曾祖方定。祖父方關奴。父亲方文印。